# Roberts Ozols
Roberts Ozols(,) foi um ciclista letão que competia no ciclismo de pista.
Representou seu país, Letônia, nos Jogos Olímpicos de Verão de 1928 em Amsterdã, onde competiu na perseguição por equipes de 4 km, obtendo a nona posição.